# Walgettozuch
Walgettozuch (Walgettosuchus woodwardi) – dinozaur z grupy tetanurów (Tetanurae) o bliżej niesprecyzowanej pozycji systematycznej; jego nazwa znaczy "krokodyl z Walgett".
Żył w okresie wczesnej kredy (ok. 120-110 mln lat temu) na terenach Australii. Jego szczątki znaleziono w Australii (w stanie Nowa Południowa Walia).
Friedrich von Huene - paleontolog, który jako pierwszy opisał walgettozucha - początkowo przypuszczał, że ma do czynienia z krokodylem z okresu kredy. Sytuacja zmieniła się po odkryciu kości nadgarstka i fragmentu kręgu obrotowego. Obecnie przypuszcza się, że dinozaur ten przynależy do allozauroidów lub ornitomimozaurów.